# Effector Kielce Świętokrzyska Siatkówka 2013-2014
Questa voce raccoglie le informazioni riguardanti l'Effector Kielce Świętokrzyska Siatkówka nelle competizioni ufficiali della stagione 2013-2014.

## Organigramma societario
Area direttiva
- Presidente: Jacek Sęk

Area tecnica
- Allenatore: Dariusz Daszkiewicz

## Rosa
| N° | Nome                | Ruolo | Data di nascita   | Nazionalità sportiva |
| -- | ------------------- | ----- | ----------------- | -------------------- |
| 1  | Sławomir Jungiewicz | S/O   | 21 giugno 1989    | Polonia              |
| 2  | Bartosz Sufa        | L     | 11 agosto 1987    | Polonia              |
| 3  | Bartosz Wajdowicz   | C     | 22 agosto 1990    | Polonia              |
| 4  | Bartosz Kaczmarek   | C     | 17 gennaio 1991   | Polonia              |
| 5  | Piotr Lipiński      | P     | 4 gennaio 1979    | Polonia              |
| 7  | Piotr Orczyk        | S     | 19 marzo 1993     | Polonia              |
| 8  | Adrian Staszewski   | S     | 31 maggio 1990    | Polonia              |
| 9  | Cristian Poglajen   | S     | 14 luglio 1989    | Argentina            |
| 10 | Krystian Lisowski   | C     | 22 marzo 1992     | Polonia              |
| 11 | Piotr Adamski       | P     | 4 dicembre 1991   | Polonia              |
| 12 | Łukasz Polański     | C     | 29 gennaio 1989   | Polonia              |
| 13 | Adrian Buchowski    | S     | 30 settembre 1991 | Polonia              |
| 14 | Mariusz Wacek       | C     | 3 febbraio 1995   | Polonia              |
| 15 | Mateusz Bieniek     | C     | 5 aprile 1994     | Polonia              |
| 16 | Nikodem Wolański    | P     | 19 gennaio 1994   | Polonia              |
| 17 | Bruno Romanutti     | S/O   | 5 luglio 1989     | Argentina            |
| 18 | Dawid Dryja         | C     | 21 luglio 1992    | Polonia              |